# Torrados
Torrados is een plaats (freguesia) in de Portugese gemeente Felgueiras en telt 2560 inwoners (2001).